# 빌헬름 폰 기제브레히트
프리드리히 빌헬름 폰 기제브레히트(독일어: Friedrich Wilhelm von Giesebrecht, 1814년 3월 5일 - 1889년 12월 17일)는 독일의 역사가이다.

## 생애
그는 베를린에서 태어났고, 카를 기제브레히트(1832년 사망)의 아들이며 시인인 루트비히 기제브레히트(1792-1873)의 조카이다.
그는 레오폴트 폰 랑케에게서 수학하였고, 그의 첫번째 중요한 저작인 오토 2세 역사(Geschichte Otto II)는 랑케의 작센 왕조 시대의 '독일 제국 연대기(Jahrbücher des deutschen Reichs unter dem sächsischen Hause, Berlin, 1837-1840)'에 기여하였다. 1841년 그는 '알타이히 수도원 연대기(Jahrbücher des Klosters Altaich)'를 출판하여 다른 연대기 속에서 모호하게만 현존한다고 알려져 있는 소실된 알타헨세스 연대기(Altahenses Annales)의 재구성을 시도하였다. 이 저작의 탁월함은 1867년 그 연대기의 원본이 발견되면서 드러났고, 기제브레히트의 저작은 매우 정확한 것으로 드러났다.
그 동안 그는 베를린의 요아힘스탈러 김나지움에서 1급 정교사로 지명되었고, 이탈리아를 방문하였으며, 그의 연구의 결과로 중세 이탈리아 도시들의 문화의 유산에 대한 연구인 '중세의 후광 속에서의 문헌 연구(De litterarum studiis apud halos primis mediiaevi seculis, Berlin, 1845)'을 출판하였고, 교황청의 초기 역사에 대한 사료들에 대한 비판적 에세이들 역시 작성하였다. 1851년에 그의 투르의 그레고리우스의 역사 번역본이 출간되었는데, 이는 표준 독일어 번역본이었다.
4년 후 그의 대작 '황제 시대의 독일사(Geschichte der deutsche Kasierzeit)'의 첫번째 권이 출간되었고, 1888년까지 5권이 출판되었다. 이 저작은 과학적 연구 방법이 일반에 널리 알려진 첫번째 결과물이었다. 이 저작은 문체의 웅장함과 묘사의 훌륭함이 철저한 사료 검토와 만난, 이전까지의 어떤 독일 역사가들도 이루지 못한 대작이었다. 여기서 기제브레히트는 중세 독일 황제들의 이탈리아 정책을 공정하게 인정하면서 중세 제국을 독일 민족의 이상으로 바라보았으나, 이러한 견해는 하인리히 폰 지벨을 비롯한 프로이센학파의 사가들에게 격렬한 비판을 받았고, 이를 말미암아 신성 로마 제국의 성격을 둘러싸고 지벨-피커 논쟁이 발발하기도 하였다.
기제브레히트의 역사서술은 새로운 독일 제국이 형성될 때 등장하였고, 그 애국적인 어조와 고유한 훌륭함으로 인해 유명세를 얻었다. 1857년 그는 쾨니히스베르크로 가서 교수직을 역임하였고, 1862년 하인리히 폰 지벨의 뒤를 이어 뮌헨 대학교의 역사학 교수로 취임하였다. 바이에른 왕국 정부는 그를 다양한 방식으로 예우하였고, 그는 1889년 12월 17일 뮌헨에서 죽었다.

## 저작
- 황제 오토 2세 치하의 독일 제국 연대기(Jahrbücher des Deutschen Reichs unter der Herrschaft Kaiser Ottos II) (3 Bände), Berlin 1840.
- 알타헨세스 연대기(Annales Altahenses), Berlin 1841
- Römische Mittheilungen zur Geschichte des Wendenlandes. Ein Brief. In: Baltische Studien, Band 11, Heft 1, Stettin 1845, S. 1–21 (Digitalisat, Google); Nachtrag (Digitalisat, Google).
- 황제 시대의 독일사(Geschichte der deutschen Kaiserzeit)
  - 1권: 10세기의 역사(Geschichte des zehnten Jahrhunderts), Braunschweig 1855 (Digitalisat, Google); 2. Auflage, 1. Band: Gründung des Kaisertums, Braunschweig 1860 (Digitalisat, Google).
  - 2권: 제국의 개화(Blüthe des Kaiserthums, Braunschweig) 1857 (Digitalisat, Google)
  - 3권: 교황청과의 투쟁 속의 제국(Das Kaiserthum im Kampfe mit dem Papstthum) (Digitalisat)
    - 1부: 교황청의 진격(Erhebung des Papstthums), Braunschweig 1867 (Digitalisat, Google).
    - 2부: 하인리히 5세. 사료와 증거(Heinrich V. Quellen und Beweise), Braunschweig 1869, 3. Auflage (Digitalisat, Google).

  - 4권: 슈타우펜 가와 벨프 가(Staufen und Welfen), Braunschweig 1877 (Digitalisat).
  - 5권: 프리드리히 붉은 수염의 시대(Die Zeit Kaiser Friedrichs des Rothbarts), Braunschweig 1880 (Digitalisat)
    - 1편: 프리드리히 1세 시대의 새로운 도약(Neuer Aufschwung des Kaiserthums unter Friedrich I.)
    - 2편: 프리드리히 1세가 알렉산데르 3세, 롬바르드 도시동맹과 하인리히 사자공과 투쟁하다.(Friedrichs I. Kämpfe gegen Alexander III., den Lombardenbund und Heinrich den Löwen)

  - 6권: 프리드리히 붉은 수염 시대의 끝. 5권과 6권의 각주와 색인(Die letzten Zeiten Kaiser Friedrichs des Rothbarts. Nebst Anmerkungen und Register zu Band 5 und 6), Braunschweig 1895 (Digitalisat).
- 카를 대제(Karl der Grosse), Leipzig 1885

## 참고 문헌
- Walter Ullmann, Reflections on the Medieval Empire, Transactions of the Royal Historical Society 14, 1964, pp. 89-108.